# Dorfkirche Burkhardswalde (Müglitztal)

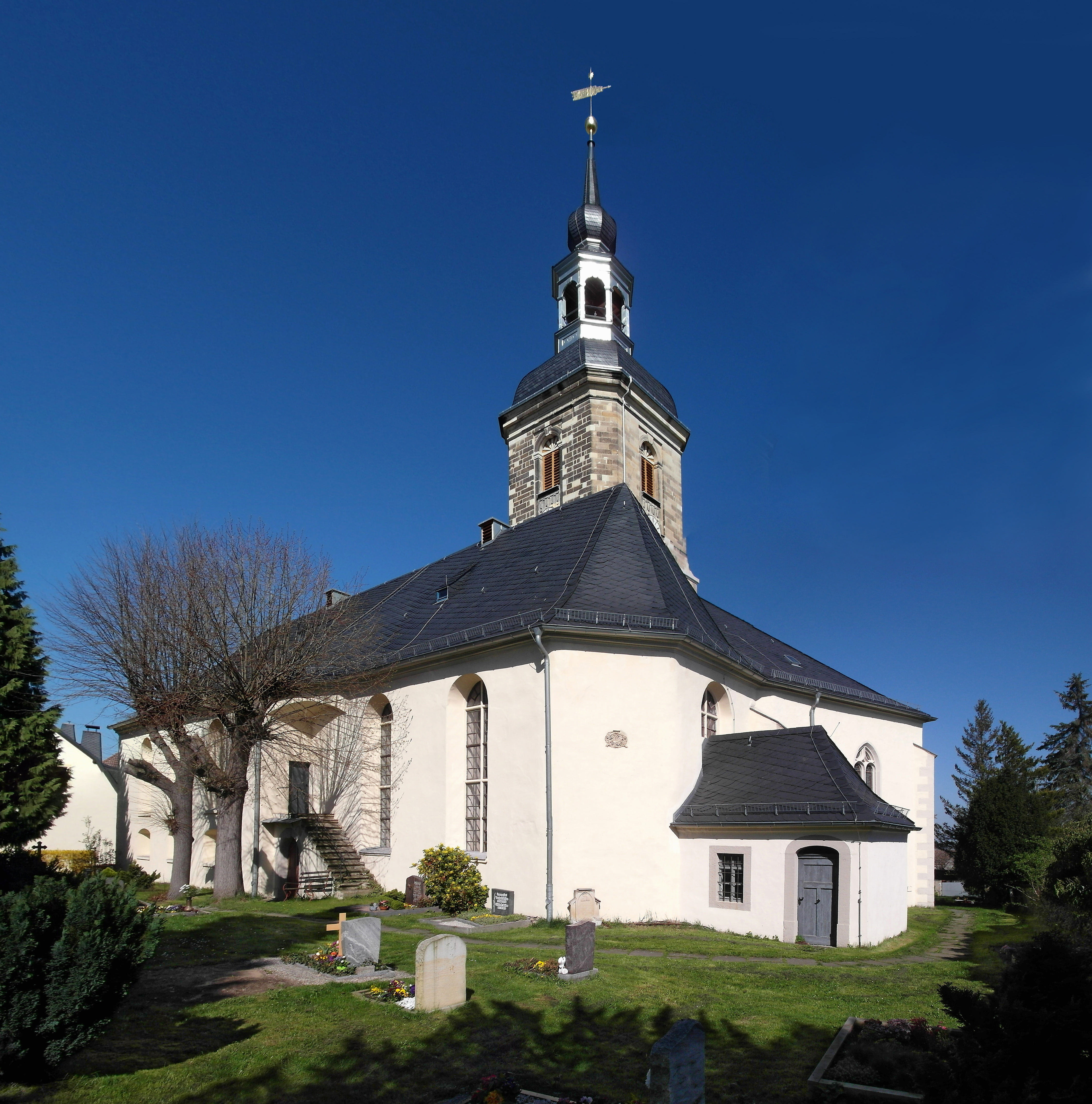
Dorfkirche Burkhardswalde (Müglitztal)

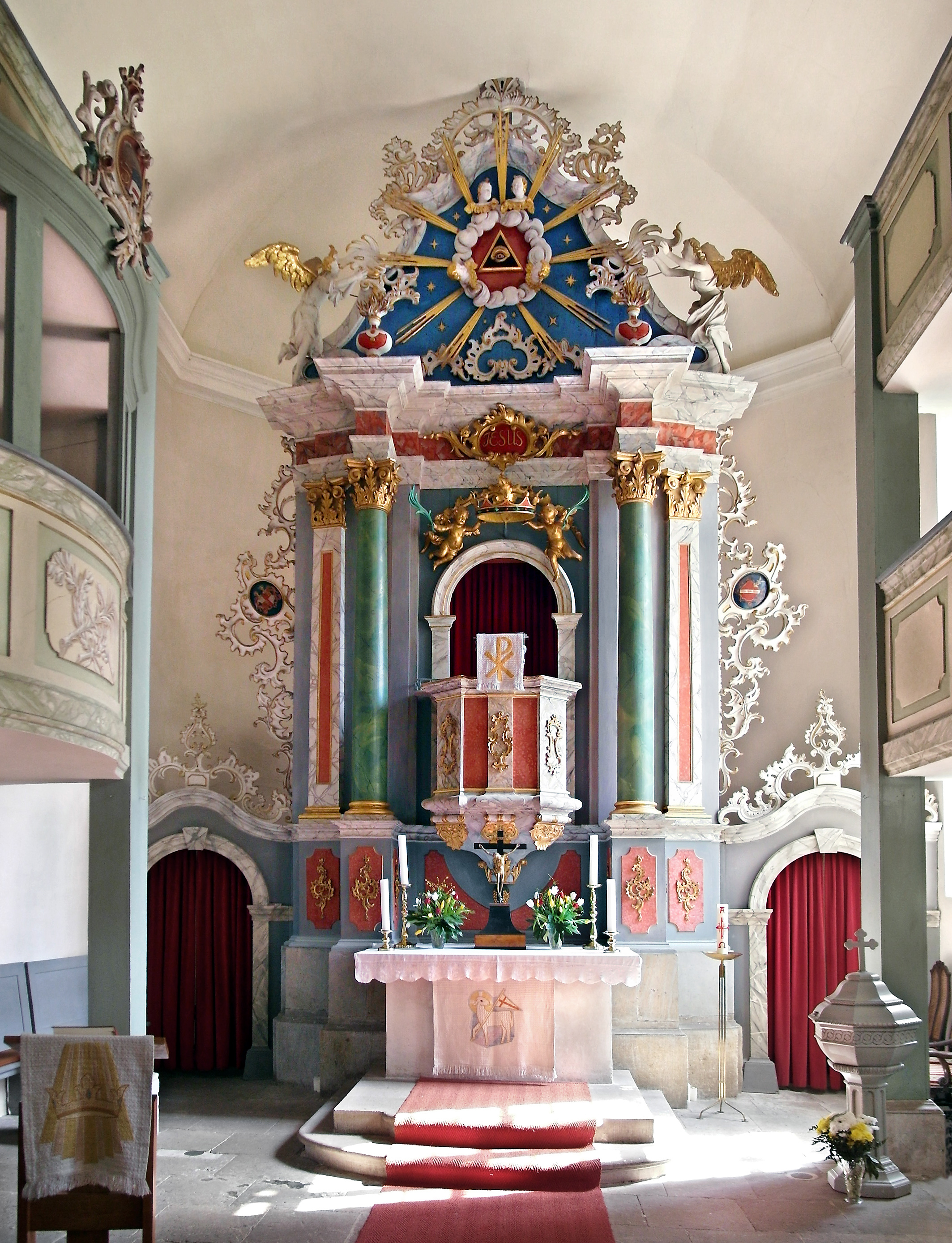
Innenansicht mit Altar

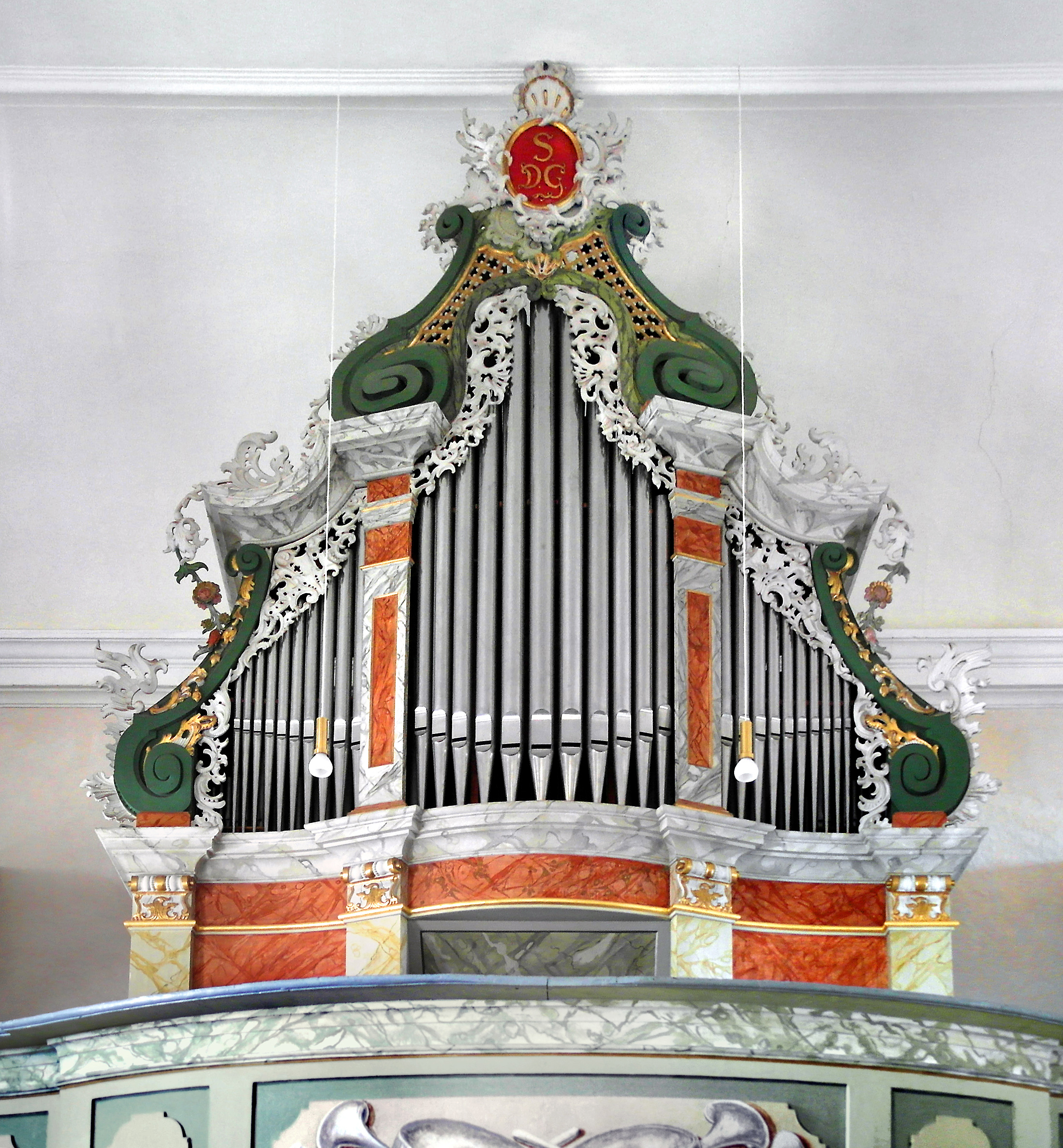
Orgel

Die evangelische Dorfkirche Burkhardswalde ist eine spätgotische, barock umgebaute Saalkirche im Ortsteil Burkhardswalde der Gemeinde Müglitztal im Landkreis Sächsische Schweiz-Osterzgebirge in Sachsen. Sie gehört zur Kirchengemeinde Heidenau-Dohna-Burkhardswalde in der Evangelisch-Lutherischen Landeskirche Sachsens.

## Geschichte und Architektur
Die Dorfkirche Burkhardswalde ist eine Saalkirche mit einem eingezogenen, dreiseitig geschlossenen Chor aus der Zeit um 1523. An der Nordseite ist eine Begräbniskapelle angebaut, der Nordturm wurde laut Inschrift 1752 hinzugefügt und ist mit einer Haube und Laterne abgeschlossen. Die stumpf spitzbogig schließenden Fenster sind mit nachgotischem Maßwerk versehen. Der Innenraum ist mit einer flachen Putzdecke über einer großen Voute abgeschlossen, die vermutlich von 1752 stammt. Die zweigeschossigen Emporen der Längswände sind bis in den Chor geführt; dort befindet sich auch die Patronatsloge. Eine Erneuerung des Daches erfolgte in den Jahren 2008–2009.

## Ausstattung
Ein qualitätvoller hölzerner Kanzelaltar mit Säulenaufbau und bekrönender Strahlenglorie mit dem Auge der Vorsehung sowie Flammenvasen und flankierenden Engelsfiguren wurde 1764 geschaffen. Die Begräbniskapelle von unregelmäßigem Grundriss ist zweijochig mit einem Rippengewölbe in Sternform auf Konsolen abgeschlossen. Eine schwere eisenbeschlagene Tür mit sechs Steckschlössern von 1640 hinter dem Altar erschließt diese Kapelle. Eine Einbaumtruhe wurde ebenfalls 1640 hergestellt.

## Orgel
Die Orgel ist ein Werk von Johann Daniel Ranft aus dem Jahr 1764 mit 15 Registern auf zwei Manualen und Pedal. Sie wurde, nach diversen Umbauten im Jahr 1887 durch Jehmlich Orgelbau, im Jahr 1978 durch Wilhelm Rühle restauriert. Die Disposition lautet:
| I Hauptwerk CD–d3 |         |  |
| Principal         | 8′      |  |
| Quinta Viola      | 8′      |  |
| Praestanta        | 4′      |  |
| Quinta            | 3′      |  |
| Octava            | 2′      |  |
| Cornet III D      |         |  |
| Mixtur IV         | (1 ⁄3′) |  |

| II Oberwerk CD–d3  |    |      |
| Flaute Major       | 8′ |      |
| Unda Maris (ab c0) | 8′ | 1978 |
| Principal          | 4′ |      |
| Flaute Minor       | 4′ |      |
| Octava             | 2′ |      |

| Pedal CD–d1  |     |      |
| Subbass      | 16′ |      |
| Violonbass   | 8′  |      |
| Posaunenbass | 16′ | 1978 |

Koppeln: II/I (Schiebekoppel), I/P